# Nicolas Reveyron
Pour les articles homonymes, voir Reveyron.
Nicolas Reveyron est un historien de l'art français, spécialiste du Moyen Âge et professeur à l'université Lumière Lyon 2.

## Biographie
Nicolas Reveyron est le fils de l'organiste et compositeur Joseph Reveyron et le frère de Guillemette Reveyron, médecin à Châtillon-sur-Chalaronne qui intervient régulièrement dans les médias, pour témoigner des difficultés rencontrées par la médecine générale rurale,.

## Publications

### Ouvrages
- Nicolas Reveyron, Chantiers lyonnais du Moyen Âge (Saint-Jean, Saint-Nizier, Saint-Paul) : archéologie et histoire de l'art, Association de liaison pour le patrimoine et l'archéologie en Rhône-Alpes et en Auvergne, Lyon, 2005, 380 p.  (ISBN 2-9516145-9-4)
- Dominique Bertin, Nicolas Reveyron, Jean-François Reynaud, Lyon et ses église : découvrir la ville autrement, Éditions lyonnaises d'art et d'histoire, mai 2010, 127 p.
- Philippe Barbarin, Jean-Dominique Durand, Didier Repellin, Nicolas Reveyron, Lyon : Primatiale des Gaules, Strasbourg, La Nuée bleue, 2011, 509 p.  (ISBN 978-2-7165-0789-9)
- Nicolas Reveyron, Idées reçues sur l'art roman. Le Cavalier Bleu, « Idées reçues », 2021, 128 pages  (ISBN 979-1-0318-0412-5)
- Nicolas Reveyron, Castellologie, chantier médiéval et archéologie expérimentale : l’exemple de Guédelon (Treigny, Yonne) : in Châteaux du Moyen Âge, de l’étude à la valorisation - Actes du colloque du Puy-en-Velay des 3-5 juin 2004, Le Puy-en-Velay, Société académique du Puy-en-Velay et de la Haute-Loire et Cahiers de la Haute-Loire, 2009 (ISBN 978-2-9516-5810-3)

### Articles
- « Chronologie, périodisation, polychronie : les temps de l’histoire de l’art médiéval », Perspective, 4 | 2008, 703-714 [mis en ligne le 11 avril 2018, consulté le 31 janvier 2022. URL : http://journals.openedition.org/perspective/2708 ; DOI : https://doi.org/10.4000/perspective.2708].
- Gerardo Boto-Varela, Andreas Hartmann-Virnich, Norbert Nussbaum, Nicolas Reveyron et Andrew Tallon, « Archéologie du bâti : du mètre au laser », Perspective, 2 | 2012, 329-346 [mis en ligne le 30 juin 2014, consulté le 31 janvier 2022. URL : http://journals.openedition.org/perspective/249 ; DOI : https://doi.org/10.4000/perspective.249].